# Claveguera sanitària

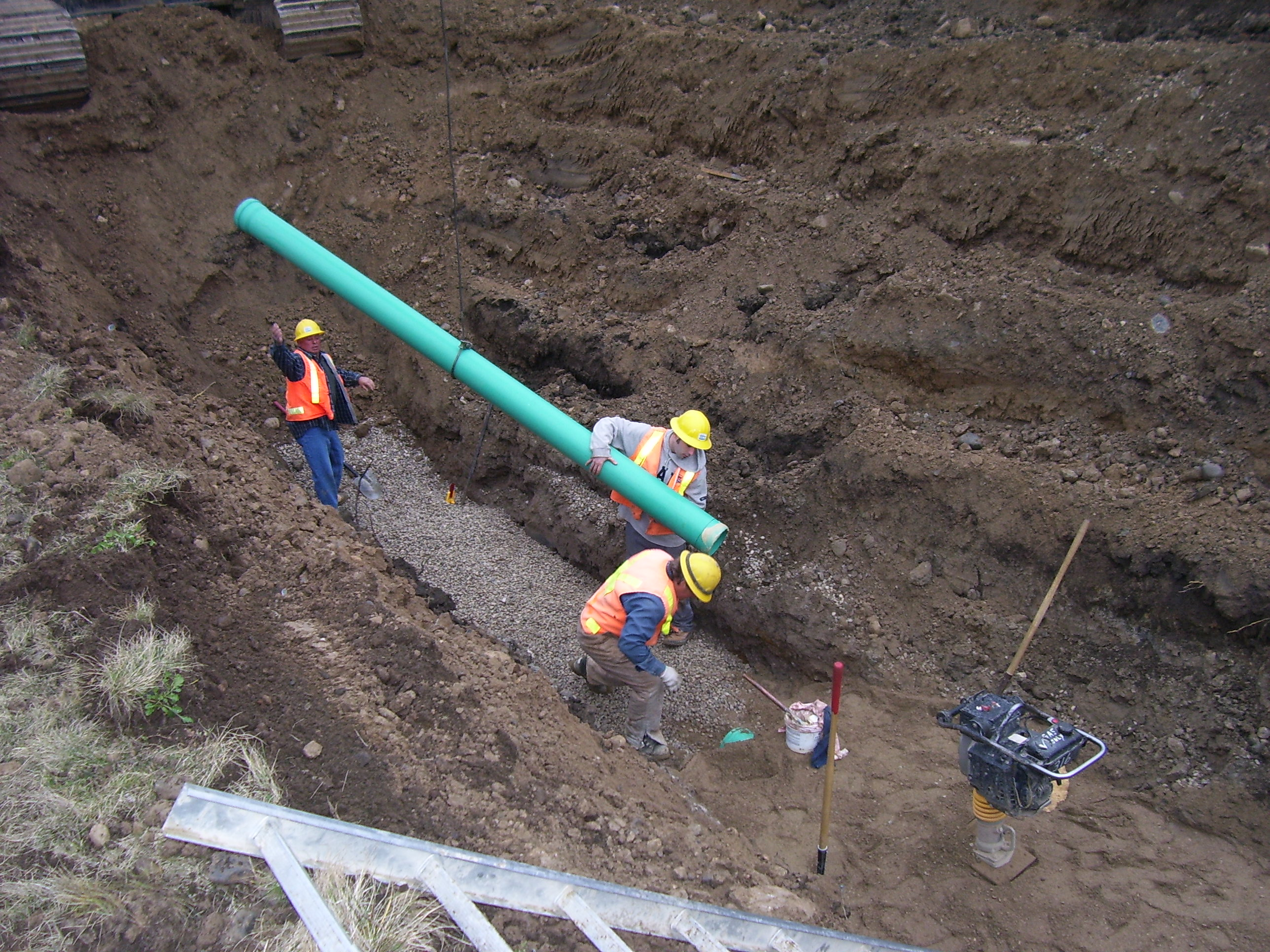
Instal·lació de clavegueram sanitària de PVC. Les clavegueres sanitàries estan dimensionades per transportar la quantitat d'aigües residuals generades per la zona de recollida. Les clavegueres sanitàries són molt més petites que les clavegueres combinades dissenyades per transportar també l'escorrentia superficial.

Un clavegueram sanitari és un sistema de canonades o túnels subterranis per transportar les aigües residuals des de cases i edificis comercials (però no les aigües pluvials ) fins a una planta de tractament o eliminació d'aigües residuals. Les clavegueres sanitàries són un tipus de clavegueram per gravetat i formen part d'un sistema global anomenat "sistema de clavegueram" o clavegueram. Les clavegueres sanitàries que donen servei a zones industrials també poden transportar aigües residuals industrials. Als municipis servits per clavegueres sanitàries, els desguassos pluvials separats poden transportar l'escorrentia superficial directament a les aigües superficials. Un avantatge dels sistemes de clavegueram sanitari és que eviten els desbordaments de clavegueram combinats. Les clavegueres sanitàries solen ser molt més petites de diàmetre que les clavegueres combinades que també transporten l'escorrentia urbana. Es poden produir recàrrecs d'aigües residuals brutes si es produeix una entrada excessiva d'aigües pluvials o una infiltració d'aigües subterrànies a causa de fuites de juntes, canonades defectuoses, etc. en infraestructures envellides.

## Història

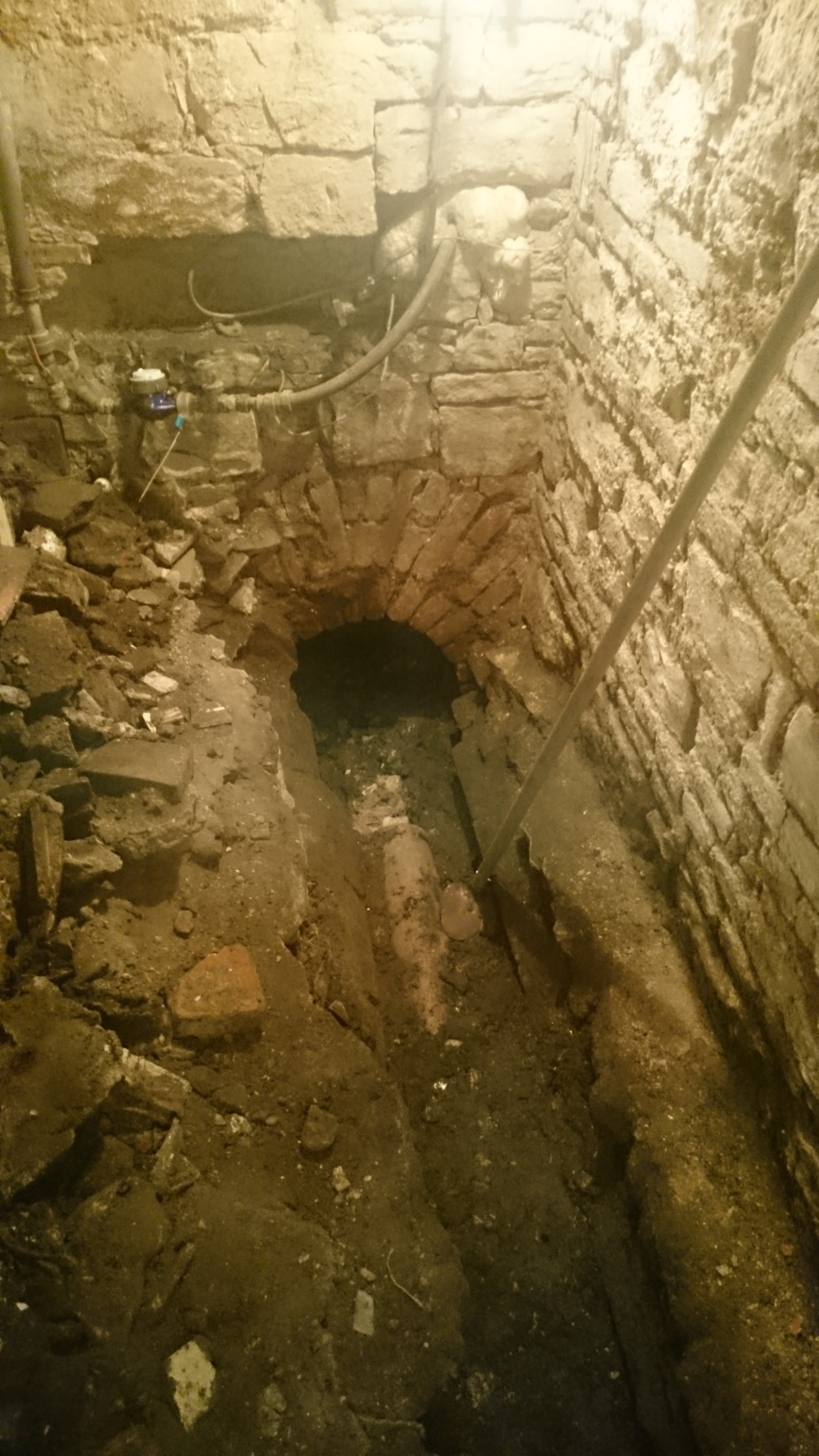
Antiga claveguera sanitària de maó de la segona meitat del. Praga, Ciutat Nova

Les clavegueres sanitàries van evolucionar a partir de clavegueres combinades construïdes on hi havia aigua abundant. Les femtes d'animals s'acumulen als carrers de la ciutat mentre el transport d'animals trasllada persones i mercaderies. Les acumulacions de femta d'animals van animar a abocar testos de cambra als carrers on la recollida nocturna de terra no era pràctica. Es van construir clavegueres combinades per utilitzar l'escorrentia superficial per eliminar els residus dels carrers i traslladar-los sota terra a llocs allunyats de les zones poblades. El tractament de les aigües residuals es va fer necessari a mesura que s'ampliava la població, però l'augment dels volums i la capacitat de bombeig necessaris per al tractament dels residus diluïts de les clavegueres combinades és més car que tractar les aigües residuals no diluïdes.
Les comunitats que s'han urbanitzat a mitjans del segle XX o posteriors, en general, han construït sistemes separats per a les aigües residuals (clavegueres sanitàries) i les aigües pluvials, perquè les precipitacions provoquen cabals molt variables, reduint l'eficiència de la depuradora.
Al Regne Unit, el terme "foul sewer" també s'utilitzava per a un clavegueram sanitari.

## Propòsit
El tractament d'aigües residuals és menys efectiu quan els residus sanitaris es dilueixen amb aigües pluvials, i els desbordaments combinats de clavegueram es produeixen quan l'escorrentia de pluges intenses o la fusió de la neu supera la capacitat hidràulica de les depuradores. Per superar aquests inconvenients, algunes ciutats van construir clavegueres sanitàries separades per recollir només les aigües residuals municipals i excloure les aigües pluvials, que es recullen en desguassos pluvials separats. La decisió de construir un sistema de clavegueram combinat o dos sistemes separats es basa principalment en la necessitat de tractament d'aigües residuals i el cost del tractament durant els esdeveniments de pluja intensa. Moltes ciutats amb sistemes de clavegueram combinats van construir els seus sistemes abans d'instal·lar plantes de tractament d'aigües residuals i, posteriorment, no han substituït aquests sistemes de clavegueram.

## Tipus

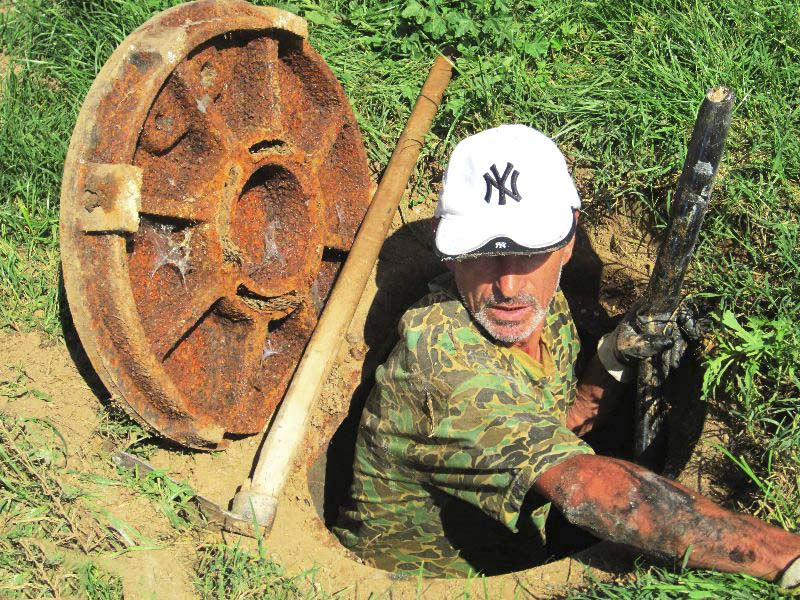
Accés al clavegueram

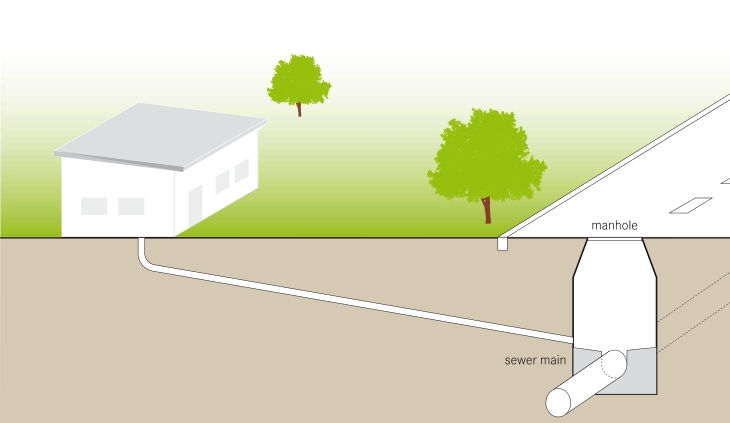
Esquema d'una claveguera sanitària convencional per transportar aigües negres i grises des de les llars a una depuradora centralitzada.

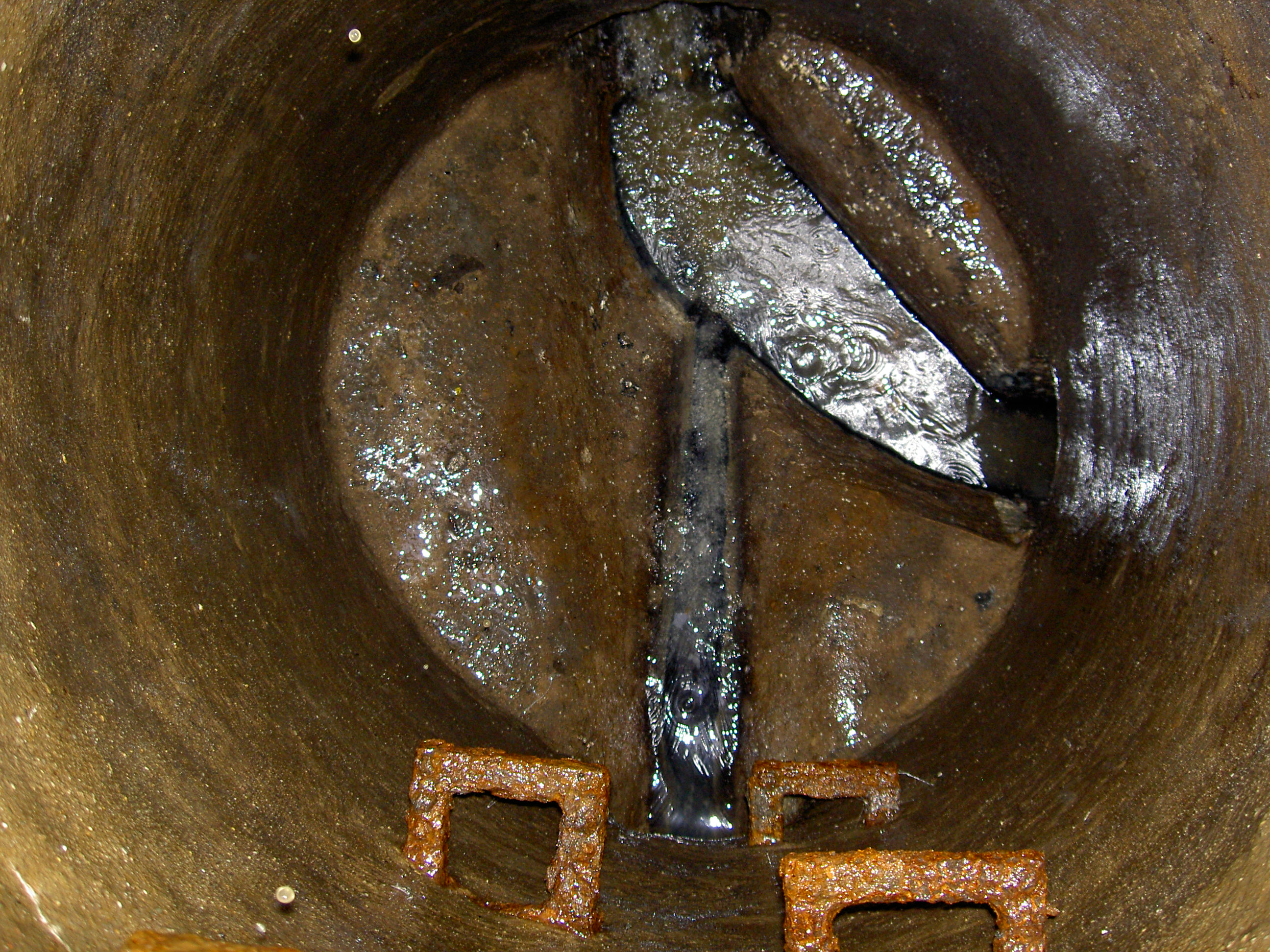
Vista cap avall cap a una boca oberta que mostra dues línies de clavegueram sanitàries convergents. La línia més gran entra per la dreta i canvia de direcció dins de la boca per sortir de la part superior de la foto. Una línia més petita entra des de la part inferior de la foto sota els passos d'accés. El sòl de formigó de la tanca té canals per minimitzar l'acumulació de sòlids.

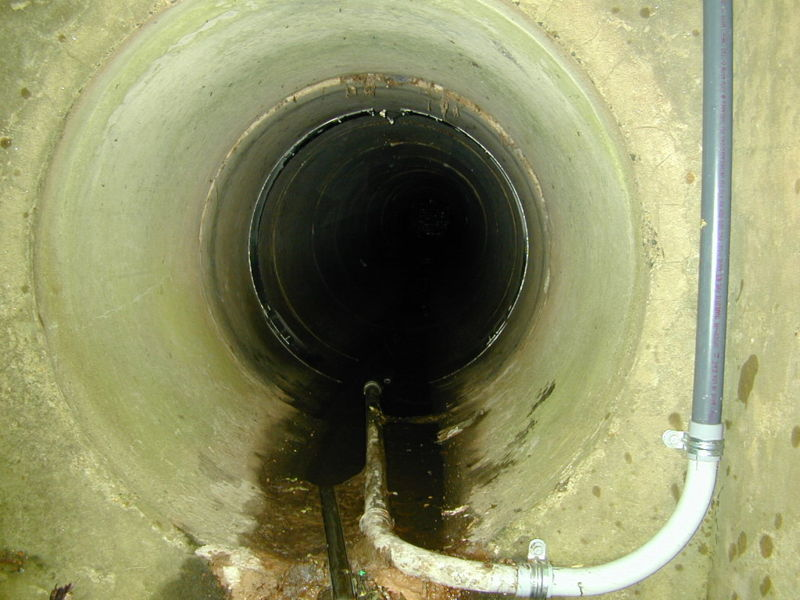
Interior d'un gran clavegueram sanitari vist des d'una cambra d'accés.

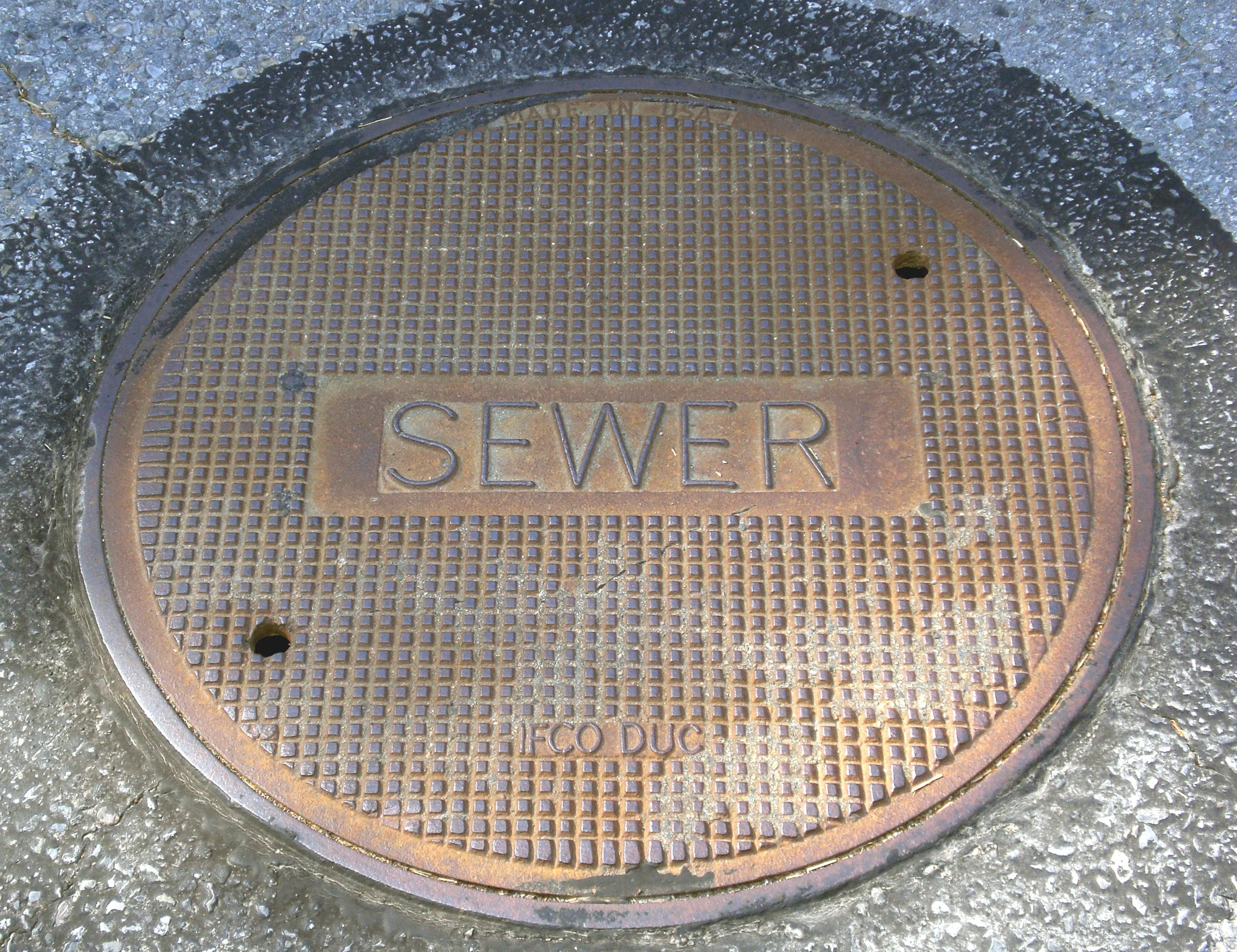
Tapa de tanca per a un punt d'accés a clavegueram sanitari.

### Clavegueres convencionals per gravetat
Al món desenvolupat, les clavegueres són canonades des dels edificis a un o més nivells de tubs principals subterranis més grans, que transporten les aigües residuals a les instal·lacions de tractament d'aigües residuals. Les canonades verticals, generalment fetes de formigó prefabricat, anomenades tanques de registre, connecten la xarxa elèctrica a la superfície. Depenent de l'aplicació i l'ús del lloc, aquestes canonades verticals poden ser cilíndriques, excèntriques o concèntriques. Les tanques s'utilitzen per accedir a les canonades de clavegueram per a la inspecció i el manteniment, i com a mitjà per ventilar els gasos de clavegueram. També faciliten els angles verticals i horitzontals en canonades rectes.
Les canonades que transporten les aigües residuals d'un edifici individual a una línia de clavegueram per gravetat comuna s'anomenen laterals. Les clavegueres de branques solen passar per sota dels carrers que reben els laterals dels edificis al llarg d'aquest carrer i es descarreguen per gravetat a les clavegueres troncals a les tanques de registre. Les ciutats més grans poden tenir clavegueres anomenades interceptores, que reben el flux de múltiples clavegueres troncals.
El disseny i el dimensionament de les clavegueres sanitàries considera la població que s'ha de servir durant la vida útil prevista del clavegueram, la producció d'aigües residuals per càpita i el pic de cabal a partir del moment de les rutines diàries. Sovint s'especifiquen els diàmetres mínims de clavegueram per evitar l'obstrucció per materials sòlids tirats als lavabos; i es poden seleccionar gradients per mantenir les velocitats de flux generant una turbulència suficient per minimitzar la deposició de sòlids dins del clavegueram. També es tenen en compte els fluxos d'aigües residuals comercials i industrials, però la desviació de l'escorrentia superficial cap als desguassos pluvials elimina els pics de flux de clima humit de les clavegueres combinades ineficients.

### Força de xarxa
Una canonada de força o una canalització ascendent és un clavegueram bombejat que pot ser necessari quan les clavegueres gravitacionals donen servei a zones a cotes inferiors a les de la depuradora, o zones distants a elevacions similars. Una estació d'elevació és un dipòsit de clavegueram que aixeca les aigües residuals acumulades a una cota més alta. També es poden utilitzar per cebar un sifó invertit que s'utilitza per creuar per sota dels rius o altres obstruccions. La bomba pot descarregar-se a una altra claveguera per gravetat o directament a una planta de tractament. Les xarxes de força es construeixen normalment amb acer soldat o HDPE articulats per resistir les pressions dins de la canonada. Les xarxes de força són substancialment diferents de les clavegueres a pressió que serveixen propietats individuals o grups de propietats i proporcionen un mitjà per injectar aigües residuals a una xarxa de gravetat local.

### Clavegueram d'afluents
Els sistemes de clavegueram d'efluents, també anomenats sistemes de drenatge d'efluents de tancs sèptics (STED) o sistemes de clavegueram lliure de sòlids (SFS), tenen fosses sèptiques que recullen les aigües residuals de residències i negocis, i l'efluent que surt del dipòsit s'envia a una planta de tractament d'aigües residuals centralitzada o a un sistema de tractament distribuït per a un tractament posterior. La majoria dels sòlids són eliminats per les fosses sèptiques, de manera que la depuradora pot ser molt més petita que una planta típica. A més, a causa de la gran reducció de residus sòlids, es pot utilitzar un sistema de bombeig, més que un sistema de gravetat, per traslladar les aigües residuals. Les canonades tenen diàmetres petits, normalment 1.5 a 4 polzades (4 a 10 cm). Com que el corrent de residus està a pressió, es poden col·locar just per sota de la superfície del sòl al llarg del contorn del terreny.

### Claveguera a pressió
Quan sigui impossible o impracticable abocar les aigües residuals d'una propietat a una claveguera sanitària per gravetat, una claveguera a pressió pot proporcionar un mitjà alternatiu de connexió. Una bomba maceradora en un pou de bombeig proper a la propietat expulsa les aigües residuals a través d'una canonada d'alta pressió de petit diàmetre a la claveguera per gravetat més propera.

### Claveguera simplificada
Les clavegueres sanitàries simplificades consisteixen en canonades de petit diàmetre, normalment d'uns 100 mil·limetres (4 in), sovint col·locades a gradients força plans (1 de cada 200). Tot i que el cost d'inversió per a les clavegueres sanitàries simplificades pot ser aproximadament la meitat del cost de les clavegueres convencionals, els requisits d'operació i manteniment solen ser més elevats. Les clavegueres simplificades són més emprades al Brasil i altres països en desenvolupament.

### Clavegueram al buit
A les comunitats baixes, les aigües residuals solen ser transportades per clavegueram al buit. Les canonades varien en mida des de canonades de 125 mil·limetres (4.9 in) de diàmetre fins a 280 mil·limetres (11 in) de diàmetre. Els sistemes de clavegueram al buit utilitzen la pressió atmosfèrica diferencial per traslladar el líquid a una estació central de buit.

## Manteniment

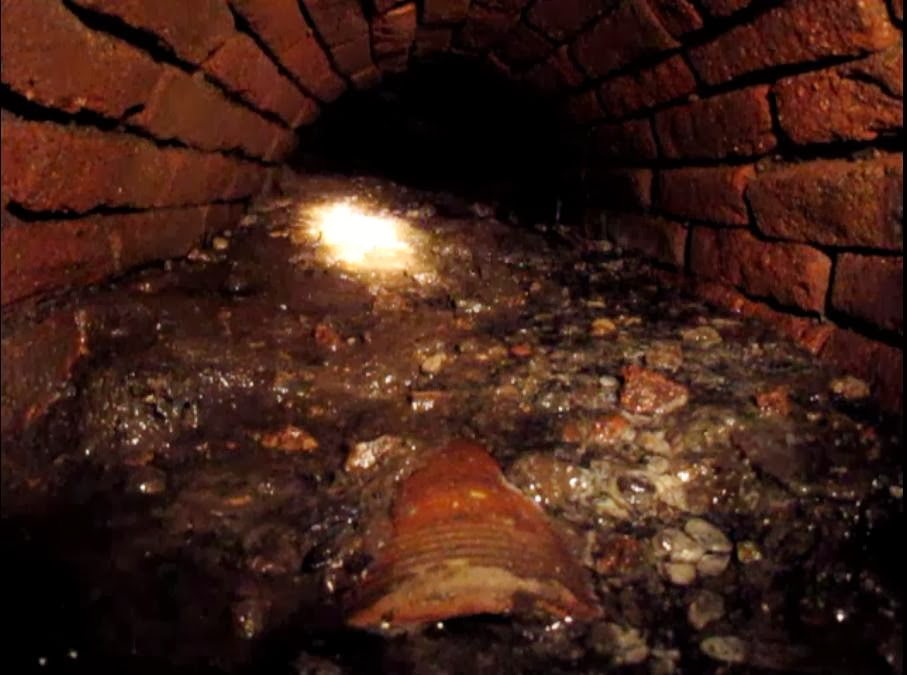
Claveguera sanitària de gres (fons) submergida en escombraries i fecalis

El desbordament de clavegueram sanitària es pot produir a causa de les línies de clavegueram bloquejades o trencades, la infiltració d' aigües pluvials excessives o el mal funcionament de les bombes. En aquests casos, les aigües residuals no tractades s'aboquen a l'entorn des d'un clavegueram sanitari abans d'arribar a les instal·lacions de tractament d'aigües residuals. Per evitar-ho, cal un manteniment.
Els requisits de manteniment varien segons el tipus de clavegueram sanitària. En general, totes les clavegueres es deterioren amb l'edat, però la infiltració i l'entrada són problemes exclusius de les clavegueres sanitàries, ja que tant les clavegueres combinades com els desguassos pluvials estan dimensionats per portar aquestes contribucions. Mantenir la infiltració a nivells acceptables requereix un nivell de manteniment superior al necessari per a les consideracions d'integritat estructural de les clavegueres combinades. Cal un programa integral d'inspecció de la construcció per evitar la connexió inadequada del celler, el pati i els desguassos del sostre a les clavegueres sanitàries. La probabilitat de connexions inadequades és més alta quan les clavegueres combinades i les clavegueres sanitàries es troben molt a prop, perquè el personal de construcció pot no reconèixer la diferència. Moltes ciutats més antigues encara utilitzen clavegueres combinades, mentre que els suburbis adjacents es van construir amb clavegueres sanitàries separades.
Durant dècades, quan les canonades de clavegueram sanitàries s'esquerdaven o experimentaven altres danys, l'única opció era una costosa excavació, eliminació i substitució de la canonada danyada, que normalment requeria la repavimentació del carrer després. A mitjans de la dècada de 1950 es va inventar una unitat on dues unitats a cada extrem amb una barreja especial de ciment entremig s'estiraven d'una tapa de tanca a l'altra, recobrint la canonada amb el ciment a alta pressió, que després es curava ràpidament, segellant totes les esquerdes i trencaments de la canonada. Avui dia, alguns municipis utilitzen un mètode similar amb resina epoxi per tornar a revestir canonades envellides o danyades, creant efectivament una "tuba en una canonada". Aquests mètodes poden ser inadequats per a llocs on cal el diàmetre complet de la canonada original per transportar els fluxos esperats, i poden ser una inversió imprudent si es preveuen majors cabals d'aigües residuals a causa del creixement de la població, l'augment de l'ús d'aigua o noves connexions de servei dins de la vida útil prevista de la reparació.
Un altre mètode popular per reemplaçar les línies envellides o danyades s'anomena ruptura de canonades, on una canonada nova, normalment plàstic de PVC o ABS, s'enfila a través de la canonada antiga darrere d'un "cap expansor" que trenca la canonada antiga a mesura que la nova passa per darrere.
Aquests mètodes són els més adequats per a clavegueres troncals, ja que la reparació de línies amb connexions laterals es complica ja que es preveuen els fluxos laterals sense acceptar infiltracions indesitjables procedents d'unions inadequadament segellades.

## Ventilació
De vegades, una claveguera té un tub de ventilació alt per alliberar gasos contaminants ben lluny de les persones. Els noms comuns són, tub de pudor, pal de pudor, tub de pudor i tub de ventilació de clavegueram.